# (554000) 2012 FM87
(554000) 2012 FM87 est un objet transneptunien du disque des objets épars.

## Caractéristiques
(554000) 2012 FM87 mesure environ 230 kilomètres de diamètre.